# Cricetinae

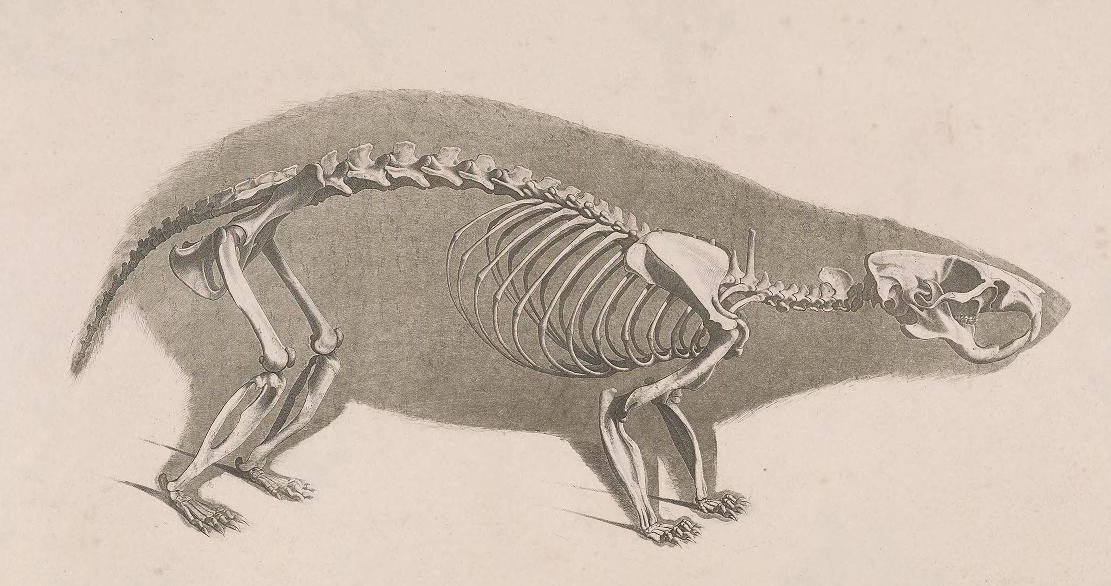
Scheletro di criceto comune.

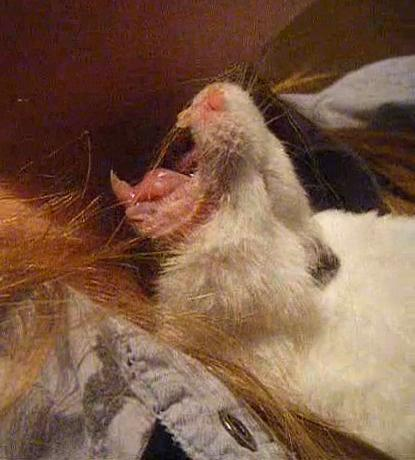
I grandi incisivi di un criceto dorato di Siria di colore bianco.

I cricetini (Cricetinae Fischer, 1817) sono una delle sei sottofamiglie in cui viene suddivisa la famiglia dei Cricetidi. Ad essi appartiene il comune criceto dorato di Siria, noto animale da compagnia diffuso in tutto il mondo. Fino agli anni trenta il criceto dorato era conosciuto solo per via di un esemplare trovato nel 1839. Tuttavia, nel 1930 una femmina con 12 piccoli venne raccolta in Siria e portata in Palestina. In quel luogo i compagni di nidiata si riprodussero, e alcuni loro discendenti vennero portati in Inghilterra nel 1931 e negli USA nel 1938, laddove proliferarono.
Oggi il criceto dorato è uno dei più conosciuti animali domestici e da laboratorio dell'Occidente. Le altre specie di criceto sono meno note, sebbene il criceto comune sia conosciuto da molti anni.
L'animale più comune è il criceto, un animale attraente e che si alleva facilmente, il cui inconveniente principale, però, è che esce preferibilmente di notte. Esistono 20 specie di criceti. Si tratta di roditori dalla coda corta, per molti aspetti simili ai gerbilli e alle arvicole. Il criceto comune è il più grosso criceto, ossia quello dal ventre nero dell'Europa e dell'Asia. Lo si trova nella vasta fascia che va dal Belgio al lago Baikal in Siberia. Ha le dimensioni di una cavia, è insolito, in quanto la pelliccia nelle parti inferiori è più scura di quanto non lo sia di sopra. È di colore marrone chiaro sopra, nero sotto, con chiazze bianche ai lati. I criceti dorati (Mesocricetus) sono di colore marrone rossastro chiaro sopra e bianco nelle parti inferiori. La coda è molto corta e la pelle del corpo lassa. Ciò conferisce agli animali un'andatura curiosa. Il loro habitat va dalla Romania e Bulgaria attraverso il Caucaso e l'Asia Minore fino all'Iran. Dalla Grecia e dalla Bulgaria alla catena degli Altai e ai confini con la Mongolia esterna, vivono otto specie del genere Cricetulus, lunghe dai 7 ai 20 cm, con code relativamente lunghe fino a 10 cm. La pelliccia è generalmente di color grigio topo ma può essere rossastra, e le parti inferiori sono bianche. I criceti più piccoli sono i rappresentanti del genere Phodopus della Siberia, della Manciuria e della Cina settentrionale. La lunghezza del corpo, testa compresa, varia dai 5 ai 10 cm. La coda è corta. Le parti superiori sono grigiastre o marrone e le parti inferiori bianche.
La maggior parte dei criceti ha un corpo piccolo, compatto e arrotondato, con gambe corte, una folta pelliccia, grandi orecchie, e occhi scuri e sporgenti, vibrisse lunghe e unghie appuntite. Gran parte di essi ha tasche guanciali che consistono in pieghe di pelle rilasciata che partono fra gli incisivi sporgenti e i premolari e si estendono lungo il lato esterno della mandibola inferiore. Quando i criceti si nutrono, possono spingere il cibo nelle tasche, le quali, in questo modo, si espandono, rendendo possibile il trasporto di grandi quantità di cibo alla camera di immagazzinamento sotterranea, un adattamento molto utile per gli animali che vivono in un habitat nel quale il cibo può essere disponibile con grande abbondanza, ma irregolarmente. Le zampe anteriori consentono una grande destrezza nella manipolazione del cibo. I criceti usano anche un movimento caratteristico in avanti come mezzo per svuotare le tasche guanciali dal cibo. Si ritiene che i criceti gonfino le tasche guanciali di aria nell'attraversamento dei torrenti, forse per aumentare il galleggiamento.

## Distribuzione e habitat
A settentrione, l'areale dei criceti si estende dall'Europa centrale attraverso la Siberia, la Mongolia, la Cina settentrionale, fino alla Corea. A meridione, l'areale si estende dalla Siria al Pakistan. Essi vivono generalmente in luoghi asciutti, nelle steppe, tra le dune di sabbia ed ai confini dei deserti, sebbene il criceto comune si trovi spesso nella campagna coltivata, tra i raccolti o i campi.

## Biologia

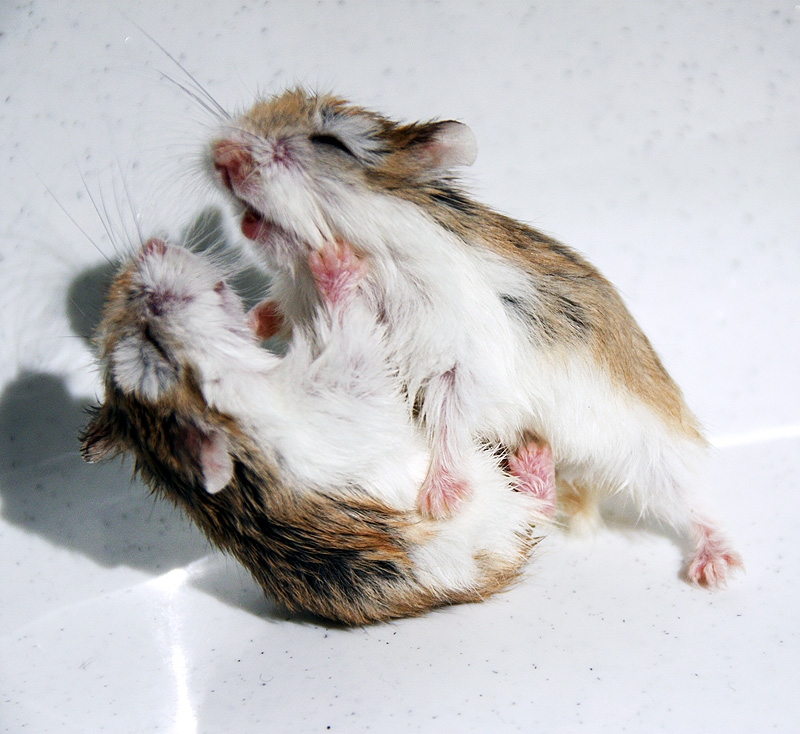
Combattimento tra criceti.

### Alimentazione
I criceti sono soprattutto onnivori. Il criceto comune può andare a caccia di insetti, lucertole, rane, giovani uccelli e persino serpenti, ma tali prede contribuiscono solo per una piccola parte alla dieta. I criceti normalmente mangiano semi, germogli e radici di piante, compresi grano, orzo, miglio, soia, piselli, patate, carote, bietole, oltre a foglie e fiori. Piccoli oggetti (come i semi di miglio) vengono portati alla tana del criceto nelle tasche mentre quelli più grandi (come le patate) vengono portati con gli incisivi. Il cibo viene immagazzinato per l'inverno oppure mangiato al rientro nei quartieri sotterranei oppure, in condizioni tranquille, viene mangiato in superficie. Uno Tscherskia triton fu capace di portare 42 semi di soia nelle tasche. Il primato dell'immagazzinamento in una tana va probabilmente conferito al criceto comune: sono state trovate camere nel sistema sotterraneo di questa specie contenenti fino a 90 kg di materiale vegetale raccolto da un solo animale. I criceti passano l'inverno in ibernazione nelle loro tane, svegliandosi soltanto nei giorni più caldi per mangiare il cibo dei loro magazzini.

### Comportamento
Come animali domestici, i criceti sono reputati gentili e docili, anche se possono essere un po' aggressivi se sono sottoposti a stress o paura. In natura, sono solitari e a volte aggressivi verso i membri della propria specie. Le specie più grandi, come il criceto comune e Tscherskia triton, si comportano con aggressività, se si sentono minacciati verso le altre specie e sono stati registrati casi di attacchi a cani e persino a persone. Per difendersi dai predatori, Tscherskia triton può gettarsi sulla schiena ed emettere urla lancinanti.

### Riproduzione
La maggior parte dei criceti ha un'impressionante capacità riproduttiva, e diventa sessualmente matura poco dopo il divezzamento (o perfino nel corso di esso). Le femmine dei criceti comuni diventano recettive a 43 giorni e possono partorire a 59 giorni di età. I criceti dorati hanno uno sviluppo leggermente più lento e diventano sessualmente maturi tra i 56 e i 60 giorni di età. In natura probabilmente si riproducono una od occasionalmente due volte all'anno (durante i mesi primaverili ed estivi) ma in cattività possono riprodursi in tutto l'arco dell'anno. Il loro corteggiamento è semplice e breve, come avviene tra animali solitari che si incontrano, in generale, solo per accoppiarsi. Gli odori e i movimenti frenati sono sufficienti per indicare che i partner sono pronti e disponibili all'accoppiamento. Gli animali immaturi o le femmine non in calore attaccheranno o saranno attaccati da altri individui venendo divorati vivi. Non appena è avvenuto un accoppiamento, i due individui si separano e possono non incontrarsi mai più. La femmina costruisce un nido per i piccoli nella sua tana, con erba, lana e piume, e partorisce dopo 16-20 giorni (criceto comune). I piccoli nascono glabri e ciechi e vengono accuditi soltanto dalla femmina. Durante questo periodo, essa può vivere del suo cibo immagazzinato in un'altra sezione della tana. I giovani vengono divezzati a circa tre settimane di età nel criceto dorato.

### Sensi
Le specie studiate in laboratorio si sono dimostrate dotate di un udito acuto. Esse comunicano mediante ultrasuoni (suoni ad alta frequenza) oltre che attraverso squittii udibili dall'orecchio umano. Gli ultrasuoni sembrano molto importanti tra maschi e femmine durante l'accoppiamento, che forse sincronizzano in questo modo i loro comportamenti. Anche l'olfatto è acuto. È stato recentemente dimostrato che il criceto dorato può riconoscere gli individui, probabilmente attraverso le secrezioni delle ghiandole laterali sui fianchi, e che i maschi possono individuare le fasi del ciclo estrale femminile dagli odori, e anche riconoscere una femmina recettiva dagli odori delle sue secrezioni vaginali.

## Tassonomia

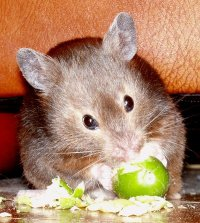
Criceto dorato di Siria (varietà sable).

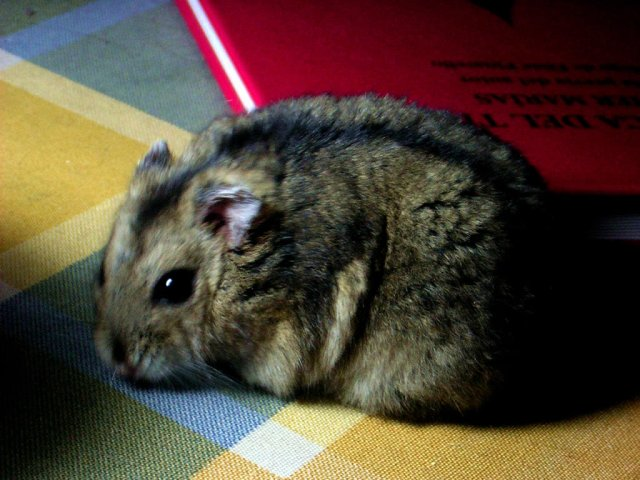
Criceto nano russo.

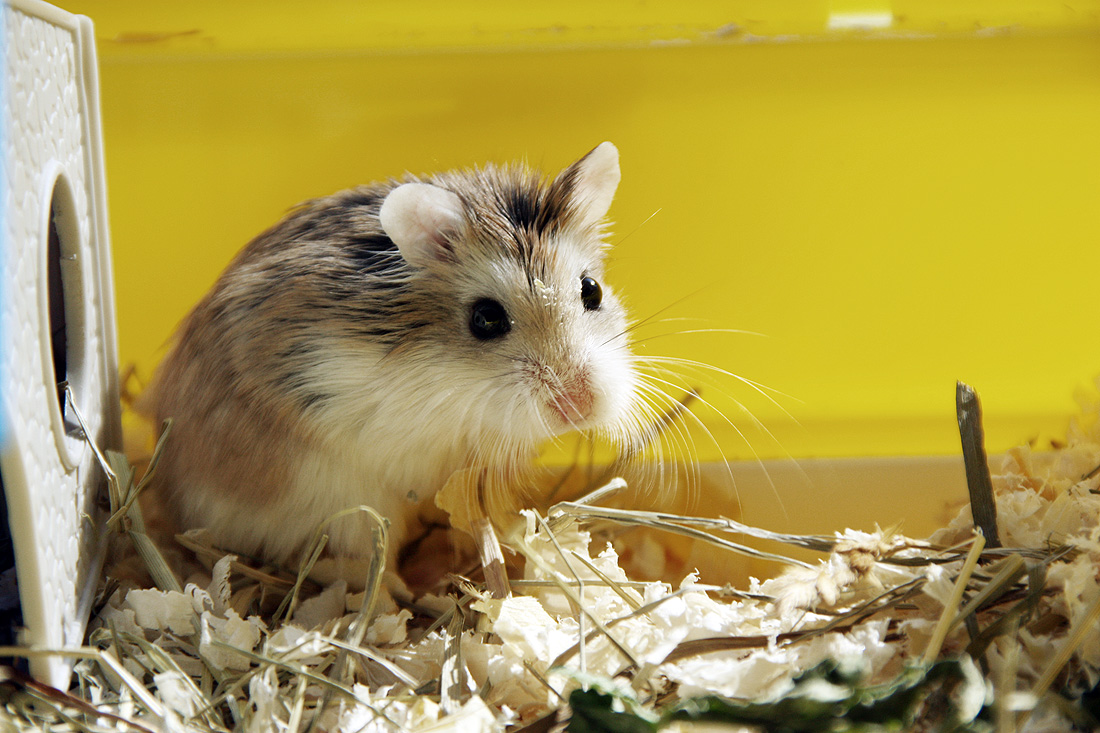
Criceto nano di Roborovski.

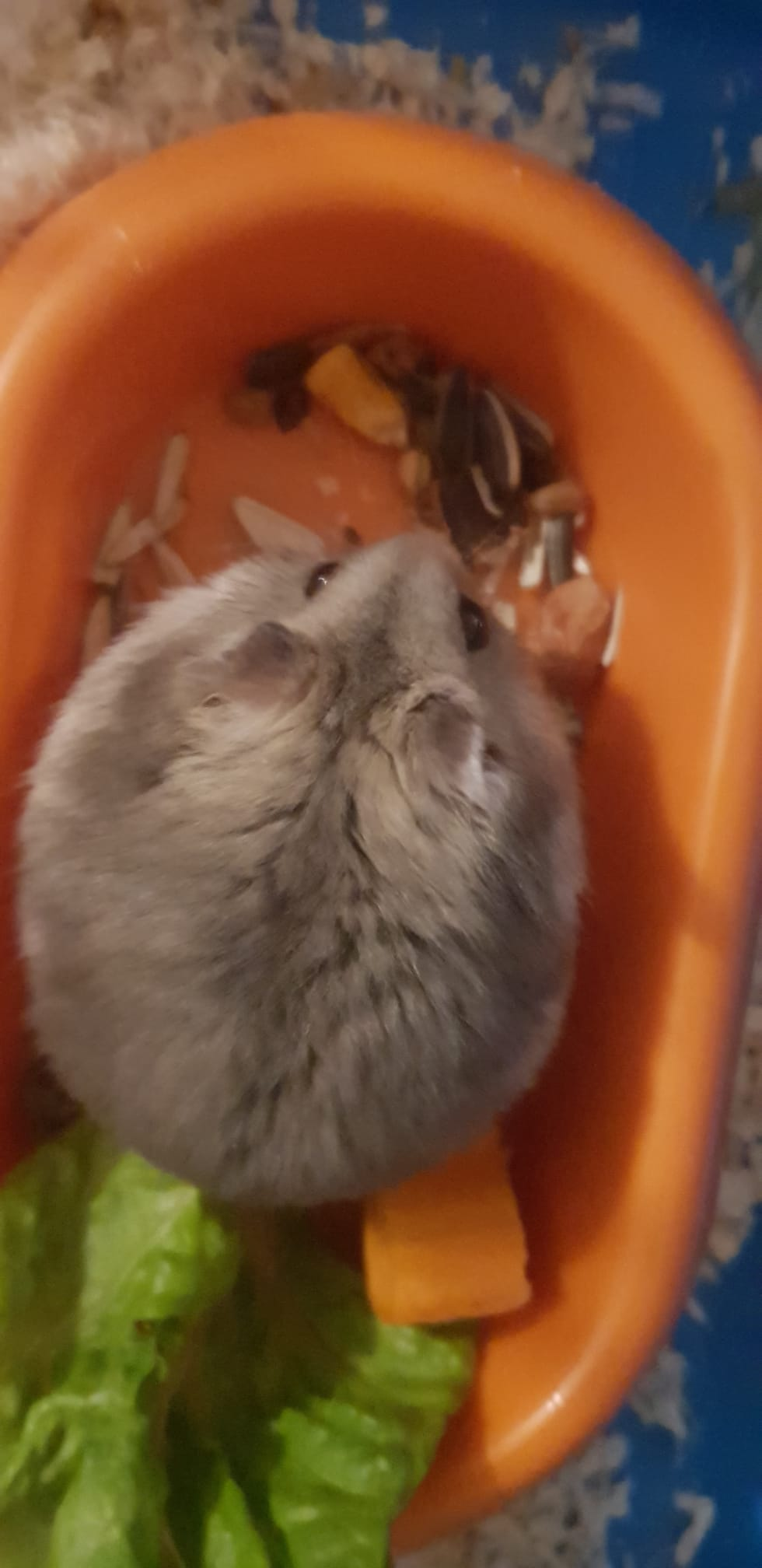
Criceto russo visto dall'alto

La sottofamiglia dei Cricetini comprende 20 specie suddivise in 7 generi:
- Genere Allocricetulus Argyropulo, 1932
  - Allocricetulus curtatus (G. M. Allen, 1925) - criceto della Mongolia;
  - Allocricetulus eversmanni (Brandt, 1859) criceto di Eversmann.
- Genere Cansumys G. M. Allen, 1928
  - Cansumys canus G. M. Allen, 1928 - criceto del Gansu.
- Genere Cricetulus Milne-Edwards, 1867
  - Cricetulus alticola Thomas, 1917 - cricetulo del Ladakh;
  - Cricetulus barabensis (Pallas, 1773) - cricetulo striato;
  - Cricetulus griseus (Milne-Edwards, 1867) - cricetulo cinese;
  - Cricetulus kamensis (Satunin, 1903) - cricetulo del Kham;
  - Cricetulus lama Bonhote, 1905 - cricetulo lama;
  - Cricetulus longicaudatus (Milne-Edwards, 1867) - cricetulo dalla lunga coda;
  - Cricetulus migratorius (Pallas, 1773) - cricetulo grigio;
  - Cricetulus sokolovi Orlov e Malygin, 1988 - cricetulo di Sokolov;
  - Cricetulus tibetanus Thomas, 1922 - cricetulo del Tibet.
- Genere Cricetus Leske, 1779
  - Cricetus cricetus (Linnaeus, 1758) - criceto comune.
- Genere Mesocricetus Nehring, 1898
  - Mesocricetus auratus (Waterhouse, 1839) - criceto dorato di Siria;
  - Mesocricetus brandti (Nehring, 1898) - criceto dorato di Turchia;
  - Mesocricetus newtoni (Nehring, 1898) - criceto dorato di Romania;
  - Mesocricetus raddei (Nehring, 1894) - criceto dorato del Caucaso.
- Genere Phodopus Miller, 1910
  - Phodopus campbelli (Thomas, 1905) - criceto nano di Campbell;
  - Phodopus roborovskii (Satunin, 1903) - criceto nano di Roborovski;
  - Phodopus sungorus (Pallas, 1773) - criceto siberiano.
- Genere Tscherskia Ognev, 1914
  - Tscherskia triton (de Winton, 1899) - ratto criceto.

## Conservazione
In passato i criceti comuni erano considerati animali molto nocivi per l'agricoltura in quanto la loro dieta era costituita prevalentemente da semi e da cereali. Stando nei loro rifugi sotterranei, inoltre, rosicchiavano le radici delle piante coltivate provocando ingenti danni. Per questo sono stati sistematicamente cacciati.
A tutt'oggi vengono considerati nocivi nelle zone sud-orientali del loro areale; in altre zone il loro numero, per vari motivi, è calato drasticamente. In Francia e in Belgio sono stati dichiarati specie in pericolo; e questo può significare che rischiano l'estinzione. In Germania e nei Paesi Bassi compaiono nella lista degli animali rari.

## Allevamento
I criceti sono animali notturni, ma in cattività sono particolarmente attivi all'alba e al tramonto. Si cibano di semi, frutta e verdure varie e sono animali coprofagi come del resto molti altri roditori. Essendo animali territoriali e solitari, se ne consiglia l'allevamento individuale, è possibile che individui che sono sempre andati d'accordo comincino a litigare pesantemente, con grave pericolo per la loro incolumità. Se anche due criceti di sesso opposto riescono a convivere pacificamente, il proprietario deve aspettarsi di avere frequenti e numerose cucciolate.

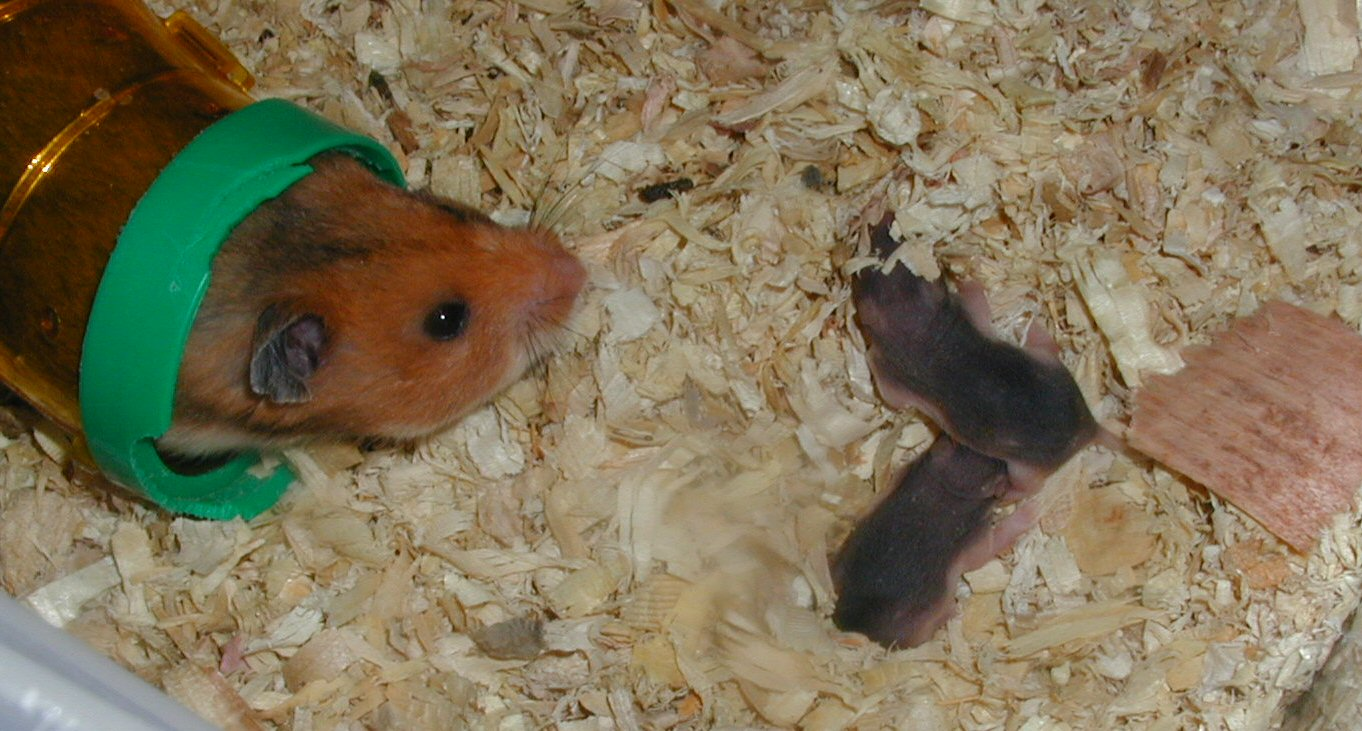
Femmina di criceto dorato di Siria con piccoli di meno di una settimana di età.

### Riproduzione e longevità
I criceti in cattività vivono tipicamente tra i due e i tre anni. A causa della loro breve vita, crescono rapidamente e diventano sessualmente maturi a partire dall'età di 30 giorni (i criceti dorati e quelli nani di Campbell e russi) o 2-3 mesi (i criceti di Roborovskii). In natura tendono a riprodursi all'inizio della primavera, in modo da avere le cucciolate nel pieno della primavera-estate, la stagione in cui la disponibilità di cibo è maggiore; in cattività, invece, vista la temperatura più o meno costante e la perenne disponibilità di cibo, i criceti si riproducono tutto l'anno. La gravidanza dura dai 16 ai 20 giorni ed è multipla, dai 5 ai 14 cuccioli: per il primo mese dopo il parto è indispensabile separare maschio e femmina, in quanto il maschio reingraviderebbe immediatamente la femmina dopo il parto, mettendo a serissimo rischio la sua salute. La femmina, inoltre, a causa del grande stress causatole dal maschio e dalla nuova gravidanza potrebbe uccidere tutti o parte dei cuccioli. Maschio e femmina del criceto dorato vanno tenuti separati e vanno messi nella stessa gabbia solo per il periodo di tempo necessario per arrivare all'accoppiamento: il criceto dorato è un animale solitario che non ama la compagnia dei propri simili. Durante l'allattamento la femmina non deve essere disturbata e la sua abitazione deve essere posta in un luogo tranquillo; se la femmina dovesse sentirsi minacciata dall'esterno, potrebbe mangiare i piccoli appena nati. Durante lo svezzamento va nutrita con cibi ricchi di proteine per favorire la produzione di latte (ottimo il tuorlo d'uovo sodo). I piccoli, di colore rosa, alla nascita sono ciechi, con gli occhi chiusi e senza pelo, ma hanno già i denti; a 2 giorni incominciano a sviluppare uno strato di peluria, a 5 il pelo è completamente formato, a 10 aprono gli occhi e incominciano a esplorare la gabbia e a circa 15 iniziano a mangiare anche cibo solido, ma hanno ancora bisogno di essere allattati. Dopo tre settimane circa la cucciolata può definirsi svezzata; soltanto allora i piccoli si potranno toccare, ma prima bisogna evitare assolutamente ogni contatto: la mamma potrebbe non riconoscere il piccolo a causa dell'odore lasciato toccandolo. Se proprio necessario (ad esempio nel caso che un piccolo si allontani inavvertitamente dal nido e la madre non lo recuperi) spostarlo molto delicatamente indossando un guanto sterile da chirurgo, oppure adoperare un cucchiaino. I piccoli vanno separati dalla madre e dai fratelli ad un mese. Le specie più frequentemente allevate sono: Phodopus campbelli, Phodopus sungorus, Phodopus roborovskii, Cricetulus griseus e Mesocricetus auratus.

### Habitat domestico
Possono essere tenuti in apposite teche in plexiglas espandibili con tubi e accessori, in terrari dalle pareti di vetro o in alternativa in gabbie a maglie strette (meno di un cm tra sbarra e sbarra) per evitare che fuggano o restino incastrati con le zampe. Sono soliti infilarsi negli anfratti più reconditi (per esempio tra la ruota e la parete della casa), ma non avendo un gran senso delle proporzioni e dello spazio può restargli difficile uscirne. È opportuno quindi accertarsi che non si creino intercapedini troppo strette al momento di disporre gli arredi. La gabbia per un criceto nano (russo, siberiano, roboroskii, cinese) deve essere di almeno 75×45 cm mentre per i dorati maschi almeno 100x50 cm e per le femmine almeno 120x50 cm, poiché più iperattive. È essenziale la presenza di una ruota (20 cm per i nani, 28 cm per i dorati) , perché si mantengano fisicamente in salute, e di una tana per dormire. Tuttavia la sola ruota può diventare alienante se non hanno altro modo di sfogarsi. Occorre quindi fornirgli anche altri accessori per creare dei percorsi all'interno della casa (anche l'anima del rotolo della carta igienica può andare bene se non si vuole spendere, a patto di cambiarla periodicamente); sarebbe inoltre opportuno far girare quotidianamente il proprio criceto in una stanza assente da ogni tipo di cavo elettrico e piccoli anfratti: sarebbe un ottimo modo per tenere il criceto in allenamento e per un suo cambio di routine.
I criceti necessitano inoltre di una tana e di un alto strato di lettiera non profumata per poter scavare. Meglio se in canapa. Con una vaschetta piena di sabbia per cincillà potranno pulirsi il pelo.
Per l'alimentazione sono indicati cibo secco e verdure fresche adatte a loro. In commercio bisogna evitare i cibi e i mix troppo zuccherini e grassi. Devono sempre avere a disposizione un beverino a goccia pieno d'acqua. 
Sono da evitare i seguenti prodotti:
- cotone per foderare il nido (può causare amputazione degli arti, e se ingerito blocchi intestinali e morte per soffocamento), compreso il cosiddetto «cotone per criceti» che si trova in commercio;
- elementi in legno di cedro o di pino che causano problemi respiratori.

Il materiale migliore da dare al criceto affinché possa foderarsi il nido è la carta igienica bianca, non profumata né decorata da disegni o altro. Va data al criceto in pezzi non troppo piccoli né troppo grossi (circa 4 centimetri quadrati). Non allarmarsi se il criceto sembrerà divorarla immediatamente: in realtà la sta ponendo temporaneamente nelle guance, dalle quali la estrarrà non appena recatosi nel nido o nel punto in cui ha intenzione di costruirselo.

### Alimentazione
L'alimentazione è fondamentale per assicurare una vita lunga al proprio criceto; l'alimentazione sbagliata è la prima causa di morte prematura del criceto. Per il benessere del criceto bisogna assicurarsi che esso abbia sempre disponibile una buona quantità di cibo, sia per assecondare la sua tendenza ad accumulare, sia per evitare che possa rimanere senza; il criceto ha infatti un metabolismo molto accelerato e se privato di cibo può morire in breve tempo.

#### Cibi consigliati
- Semi: girasole (con parsimonia, essendo molto grassi), orzo, avena, soia, grano, farro, quinoa, lenticchie, piselli, miglio, soia verde, pochi semi di lino e sesamo, panico e segale;
- Frutta (massimo due volte a settimana): uva, ciliegie, albicocche, mela, fragole, pere, prugne, noci e mandorle;
- Verdure: tutti i tipi di insalate, carote, pomodori, finocchi e piselli con baccello;
- Erbe: erbe medicinali, trifoglio bianco e rosso;
- Uovo: sodo (in quantità minima, non più di una volta la settimana);

Tutti questi alimenti devono essere forniti sconditi e a temperatura ambiente. La verdura va data al criceto ogni sera facendo sempre un mix di almeno 2-3 verdure, mentre la frutta va data in piccole dosi due volte la settimana. Bisogna ricordarsi sempre di rimuovere i residui della verdura avanzata nel giro di 24 ore.

#### Cibi sconsigliati
- Fagioli (qualcuno sostiene che per loro siano velenosi, sebbene non vi sia alcuna dimostrazione o evidenza scientifica);
- Cavoli, cavolfiore, asparagi (rendono l'urina maleodorante);
- Barbabietole (arrossano l'urina);
- Cioccolato (danneggia il fegato e può provocare disturbi all'apparato gastrointestinale);
- Foglie di gelso (possono portare alla stitichezza);
- Prodotti derivati da cereali: pasta cruda, pane e pane tostato (il criceto li prediligerebbe nella propria alimentazione, fino ad arrivare a blocchi intestinali; la pasta può essere data, in piccole quantità, come premio);
- Arance e mandarini (acidi, possono creargli problemi intestinali);
- Qualcuno consiglia carne magra cotta in moderata quantità: è bene tenere presente che si tratta di un roditore, e quindi non ne ha bisogno. Si può comunque dare, in modiche quantità, privilegiando quella bianca;
- Assolutamente da evitare il mangime estruso, tipo quello che viene dato ai conigli, quasi sempre presente nelle confezioni commerciali di preparati per roditori. Spesso è di pessima qualità, non essendo per animali dedicati all'alimentazione umana e come tale non è controllato. È pieno di antiossidanti (in particolare il BHT, butilidrossitoluene) allo scopo di evitare cattivi odori e deperimento del mangime, senza pensare al benessere del criceto. Spesso il mangime estruso è causa di forte reazioni allergiche.

Per i latticini e lo yogurt, il discorso è diverso: in piccole quantità e non tutti i giorni sono accettabili, soprattutto formaggi stagionati o yogurt magro. Si dovrebbero evitare quei formaggi (così come gli altri prodotti in genere) che, essendo troppo appiccicosi, si possono attaccare alla sacca guanciale rendendo difficile per il criceto estrarli dalla stessa.

### Lettiera
Esistono lettiere apposite per criceti composte da materiali naturali, vegetali o minerali, biodegradabili come il tutolo di mais, però poco efficace a trattenere i cattivi odori. Sono da evitare lettiere polverose o aromatizzate (l'odore danneggia l'olfatto degli animali). Le lettiere per gatti non possono essere utilizzate perché sono altamente tossiche per i criceti. La carta (purché non inchiostrata o intrisa di sostanze chimiche) non è un materiale inadatto, tuttavia andrebbe cambiata tutti i giorni. Noterete che il criceto tende spesso a urinare nello stesso punto della gabbia: sfruttando questa tendenza innata, con un po' di pazienza si può riuscire ad abituare il criceto a urinare all'interno di una vaschetta, purché di dimensioni adatte, con i bordi sufficientemente alti e di dimensioni adatte a contenere il criceto; procuratevene una e riempitela di sabbia per cincillà (da evitare sabbie per uccelli e la normale sabbia raccolta in spiaggia): la maggior parte dei criceti comincerà col tempo a fare i propri bisognini liquidi solo nella vaschetta, con miglioramenti notevoli in termini di igiene. Le lettiere migliori in commercio sono senza dubbio la lettiera in canapa, la lettiera in lino, la lettiera di cocco e la lettiera in aspen (pioppo). Oltre a trattenere gli odori permettono al piccolo roditore di scavare come in natura, è quindi importante lasciarne uno strato di almeno 15 cm in gabbia per poter scavare i tunnel.

### Fieno
Alla lettiera si può aggiungere del fieno apposito per piccoli roditori. Per il fieno va effettuata la stessa operazione di controllo eseguita per la lettiera. Va disposto in alcuni punti del pavimento dell'abitazione, in particolare negli angoli e nelle vicinanze del nido o al suo interno. Va invece sconsigliato il cotone dato che facilmente le piccole e delicate zampe di questi animali ci si impigliano e ciò può portare anche a gravi danni.